# Cioccolataio

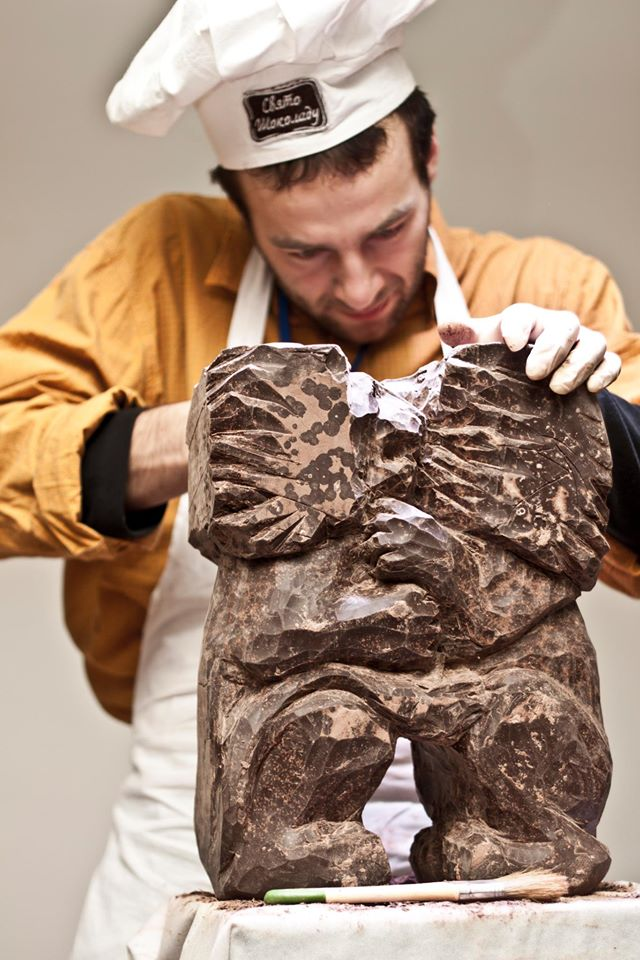
Cioccolataio che scolpisce un blocco di cioccolato

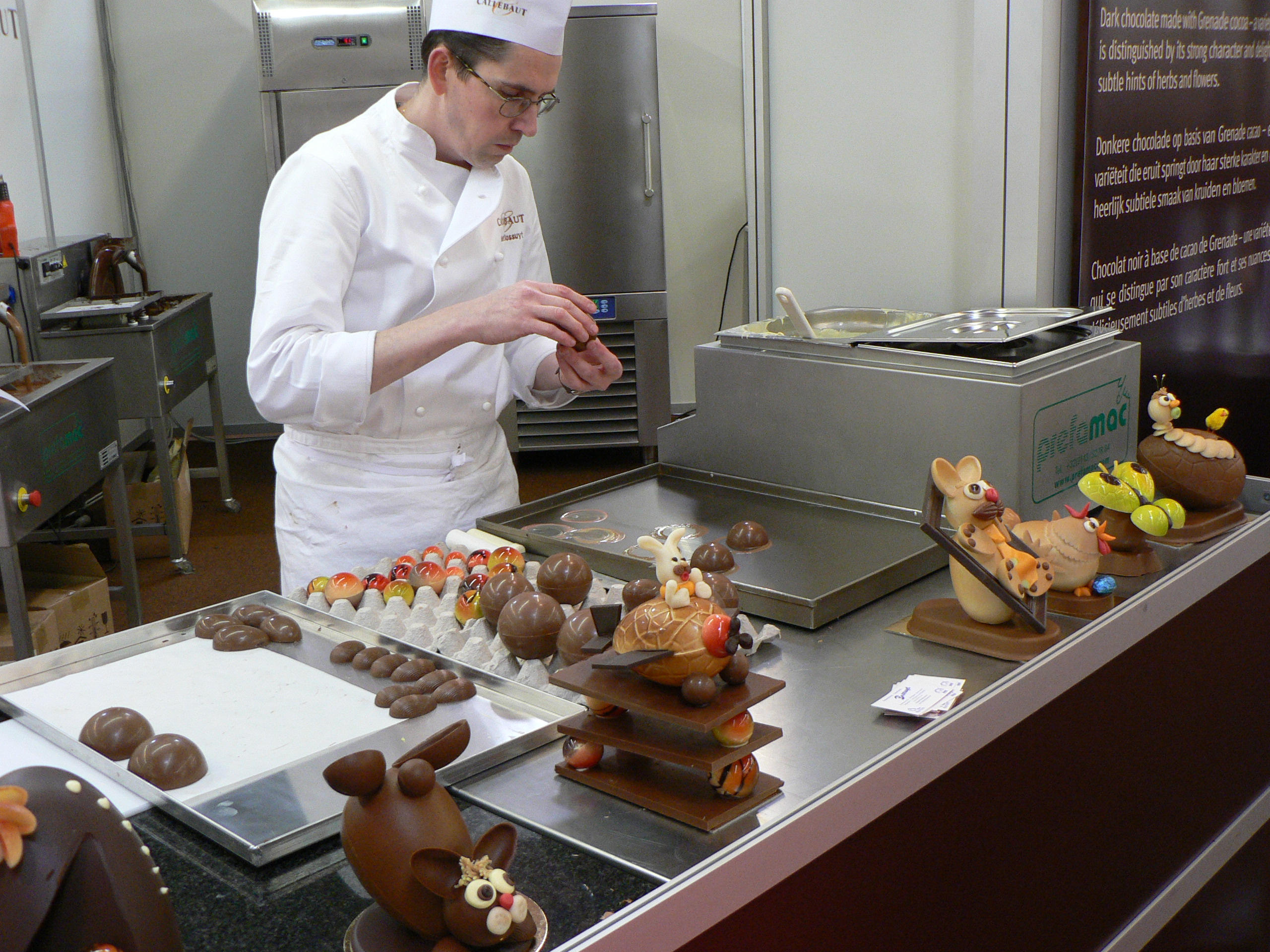
Un cioccolataio al lavoro

Un cioccolataio o, più raramente, cioccolatiere è una persona che fabbrica o vende il cioccolato. I cioccolatai si distinguono dai produttori di cioccolato, che producono dolci utilizzando i semi di cacao e altri ingredienti.

## Istruzione e formazione
In passato, i cioccolatai europei si formavano attraverso un apprendistato presso altri cioccolatieri. Al giorno d'oggi è altrettanto comune che essi inizino la loro formazione come pasticceri o seguano una formazione culinaria specifica per imparare a creare dolci al cioccolato. Essere un maestro cioccolatiere implica perfezionare le proprie capacità di creare dolci e opere d'arte a base di cacao. I cioccolatieri devono comprendere gli aspetti fisico-chimici del cioccolato, non solo per creare cioccolatini e altri prodotti dolci, ma anche per creare sculture e centrotavola decorativi. Affinare gli aspetti tecnici del design e sviluppare l'arte del gusto richiede molti anni di pratica.
Coloro che seguono un apprendistato per apprendere le basi per diventare cioccolatai possono apprendere nozioni come:
- La storia del cioccolato
- Le moderne tecniche di coltivazione del cacao e la loro lavorazione
- La chimica dei sapori e della consistenza del cioccolato
- La tempera, l'immersione, la decorazione e lo stampaggio del cioccolato
- La creazione di formule per preparare dolci a base di crema ganache e/o cioccolato fondente
- La capacità direttive a livello imprenditoriale tra cui marketing e produzione del cioccolato.

## Tecniche di lavorazione
- Tempera o temperaggio: durante il processo, il cioccolato viene sottoposto a determinate temperature (intorno ai 30-32 °C) per periodi di tempo specifici e successivamente lasciato raffreddare. La tempera serve a far sì che il burro di cacao si cristallizzi in modo idoneo facendo sì che il prodotto finale non si spezzi troppo facilmente, abbia un aspetto lucido e gradevole e si "sciolga in bocca".[3]
- Stampaggio: tecnica di progettazione utilizzata per realizzare dolci di cacao versando del cioccolato liquido in uno stampo. Successivamente, il prodotto viene fatto indurire.[4]
- Scultura: a volte il cioccolato viene scolpito utilizzando degli stampi e pezzi di cioccolato per creare opere d'arte a base di cacao.